# Хорстмар
Хорстмар (нем. Horstmar) — город в Германии, в земле Северный Рейн-Вестфалия.
Подчинён административному округу Мюнстер. Входит в состав района Штайнфурт.  Население составляет 6515 человек (на 31 декабря 2010 года). Занимает площадь 45 км². Официальный код  —  05 5 66 024.
Город подразделяется на 2 городских района.